# گران (مینان)
گران روستایی در دهستان مینان بخش مینان شهرستان سرباز استان سیستان و بلوچستان ایران است.که فاصله آن با شهر باتک ۴ کیلومتر و با مرکز شهرستان سرباز ٢٠ کیلومتر می باشد

## جمعیت
بر پایه سرشماری عمومی نفوس و مسکن در سال ۱۳۹۵ جمعیت این روستا ۶۸۴ نفر (۱۵۳خانوار) بوده‌است.